# Romeinse villa Nieuw Ehrenstein
De Romeinse villa Nieuw Ehrenstein is een terrein met de resten van een mogelijke Romeinse villa in de gemeente Kerkrade in de Nederlandse provincie Limburg. De villa lag in een terrein ten westen van de Anstelerbeek (in het Anstelvallei), ten zuidwesten van de Kaffeberg en ten westen van Chevremont. Het lag op de westflank van een beekdal. De villa was van het type rustica en was een van de vele tientallen villa's van dit type in Zuid-Limburg. Sinds 1987 is het terrein met de resten van de villa een rijksmonument.

## Ligging
Zo'n anderhalve kilometer naar het noordoosten lag de Romeinse villa Kerkrade-Holzkuil, zo'n 2 kilometer naar het oosten de Romeinse villa Rolduc, zo'n 1,5 kilometer naar het zuidwesten de Romeinse villa Kaalheide en zo'n 2,5 kilometer naar het zuidwesten de Romeinse villa Kerkrade-Hoeve Overste Hof. Ook lag destijds zo'n drie kilometer noordelijker de Via Belgica met het tracé tussen Heerlen en Keulen.

## Vondsten
In het veld zijn Romeinse muurresten ontdekt met daarbij ook een concentratie van dakpanfragmenten. Het gebouw zou afmetingen hebben gehad van ongeveer 8 bij 22 meter. De bodem ter plaatse is sterk verstoord.